# Llista de ciutats de l'Iran
Aquesta és una llista de ciutats de l'Iran. Vegeu també: Divisió administrativa de l'Iran.
| Índex A B C D E F G H I J K L M N O P Q R S T U V W X Y Z |

## A
- Abadan
- Abadeh
- Abyek
- Abhar
- Abyaneh
- Ahar
- Ahwaz
- Alavitxeh
- Aligoodarz
- Alvand
- Amlaix
- Amol
- Andimeshk
- Andisheh
- Arak
- Ardabil
- Ardakan
- Assalem
- Assalouyeh
- Aixkezar
- Aixlagh
- Aixtiyan
- Astaneh Arak
- Astaneh-e Aixrafiyyeh
- Astara

## B
- Babul
- Babolsar
- Baharestan
- Balov
- Bardaskan
- Bam
- Bampur
- Bandar Abbas
- Bandar Anzali
- Bandar Txarak
- Bandar Imam
- Bandar Lengeh
- Bandar Torkman
- Baneh
- Bastak
- Behbahan
- Behxahr
- Bijar
- Birjand
- Bastam
- Bojnourd
- Bonab
- Borazjan
- Borujerd
- Bukan
- Buixehr

## D
- Damghan
- Darab
- Dargaz
- Daryan
- Darreh Xahr
- Deylam
- Deyr
- Dezful
- Dezghan
- Dibaj
- Doroud

## E
- Eghlid
- Esfarayen
- Eslamabad
- Eslamabad-e Gharb
- Eslamxahr
- Evaz

## F
- Farahan
- Fasa
- Ferdows
- Feixak
- Feixk
- Firuzabad
- Fouman
- Faixam (Teheran)

## G
- Gatxsaran
- Garmeh-Jajarm
- Gavrik
- Ghale Ganj
- Geraix
- Genaveh
- Ghaemxahr
- Golbahar
- Gulpayagan
- Gonabad
- Gonbad-e Qabus
- Gorgan

## H
- Hamadan
- Haixtgerd
- Haixtpar
- Haixtrud
- Heris
- Hidaj

## I
- Ij
- Ilam
- Iranxahr
- Esfahan
- Islamxahr
- Izadkhast
- Idhadj

## J
- Jajarm
- Jesaq
- Jahrom
- Jaleq
- Javanrud
- Jiroft
- Jolfa

## K
- Kahnuj
- Kamyaran
- Kangan
- Kangavar
- Karaj
- Kaixan
- Kashmar
- Kazerun
- Kerman
- Kermansah
- Khalkhal (Azerbaidjan Oriental)
- Khalkhal (Kermansah)
- Khomein
- Khomeynixahr
- Khonj
- Khormuj
- Khurramabad
- Khorramxahr
- Khoraixad
- Koumleh
- Khoy
- Kilan
- Kix
- Koker
- Kosar
- Kordkuy
- Kong
- Kuhdaixt

## L
- Laft
- Lahidjan
- Langaroud
- Lar
- Latian
- Lavassan

## M
- Mahabad
- Mahan
- Mahxahr
- Majlesi
- Maku
- Malard
- Malayer
- Manjil
- Manoojan
- Maragha
- Marand
- Marivan
- Marvdaixt
- Massal
- Mashad
- Masjed Soleyman
- Mehran
- Meshkinxahr
- Miyana
- Meybod
- Miandoab
- Mianeh
- Mianeh-ye Bardangan
- Mianej
- Minab
- Minoodaixt
- Mohajeran

## N
- Naghadeh
- Nobandeyaan
- Nihawand
- Nayin
- Najafabad
- Namin
- Natanz
- Nazarabad
- Nixapur
- Nīr
- Nowxahr
- Nurabad

## O
- Omidiyeh
- Oixnaviyeh
- Oskou
- Ormand
- Urmia

## P
- Pakdasht
- Parand
- Pardis
- Parsabad
- Paveh
- Piranshahr
- Pishva
- Poldasht
- Poulad-shahr

## Q
- Qaemshahr
- Qaen
- Qamsar
- Qasr-e Shirin
- Qazvin (Ciutat)
- Qods
- Qom
- Qorveh
- Quchan

## R
- Rafsanjan
- Ramin
- Ramsar
- Ramxar
- Raixt
- Rayy
- Razmian
- Rezvanxahr
- Roudbar
- Roodbar-e-Jonoub
- Roudsar
- Runiz

## S
- Sabzevar
- Sadra
- Sahand
- Salmas
- Sanandaj
- Sakkiz
- Sarab
- Sarableh
- Sarakhs
- Saravan
- Sardaixt
- Sari
- Sarvestan
- Saveh
- Senejan
- Semnan
- Siahkal
- Sirjan
- Sourmagh
- Sowme'e-Sara
- Sarpole Zahab

## T
- Tabas
- Tabriz
- Tafreix
- Taft
- Takab
- Teheran
- Torqabeh
- Torbat-e Jam
- Touyserkan
- Tus
- Tonekabon

## V
- Varamin

## X
- Xahriar
- Xabestar
- Xahinshahr
- Xahr-e Kord
- Xahrezā
- Xahriar
- Xahrud
- Xahsavar
- Siraz
- Xirvan
- Xuixtar

## Y
- Yasouj
- Yazd

## Z
- Zabol
- Zahedan
- Zanjan
- Zarand
- Zarrinxahr
- Zawa

## Ciutats antigues i ruïnes importants
- Persèpolis
- Pasàrgada
- Susa
- Naqsh-e Rostam
- Ecbàtana
- Istakhr
- Apadana
- Ray
- Choqa Zanbil
- Gran Muralla de Gorgan
- Taq-e Bostan
- Temple d'Anahita
- Palau d'Ardashir
- Takht-e Soleyman
- Ciutadella de Bam
- Alamut
- Arg e Tabriz
- Castell de Babak
- Castell de Falak-ol-Aflak
- Ciutadella de Furg
- Qal'eh Dokhtar
- Ghal'eh Paeen-Xahr
- Meimoon Ghal'eh
- Narin Qal'eh
- Ciutadella de Nehbandan
- Castell de Rayen
- Castell de Rudkhan
- Castell de Xuix
- Tepe Sialk
- Ciutadella de Tus
- Erevan

## Altres ciutats i pobles
- Chak Chak, Yazd
- Kilan
- Mahmuei

## Altres característiques geogràfiques
- Elburz
- Xatt al-Arab (Arvand Rud en persa)
- Zagros